# Wahlkreis Diskobucht
Der Wahlkreis Diskobucht war von 1979 bis 1999 ein grönländischer Wahlkreis für die Wahl zum Inatsisartut. Der Wahlkreis umfasste die Gemeinden Kangaatsiaq, Aasiaat, Qasigiannguit, Ilulissat und Qeqertarsuaq.

## Vertreter
Folgende Personen vertraten den Wahlkreis:
| Wahlperiode | Mitglied | Mitglied                         | 1. Stellvertreter          | 2. Stellvertreter                | Anmerkung                                                                              |
| ----------- | -------- | -------------------------------- | -------------------------- | -------------------------------- | -------------------------------------------------------------------------------------- |
| 1979–1983   |          | Otto Steenholdt                  | Lars Peter Olsen           | Knud Sørensen                    |                                                                                        |
| 1979–1983   |          | Preben Lange                     | Kununnguaq Kleist Johansen | Daniel Petersen                  |                                                                                        |
| 1979–1983   |          | Konrad Steenholdt                | Holger Sivertsen           | Albert Eriksen                   |                                                                                        |
| 1979–1983   |          | Frederik Rosbach                 | Mikael Eriksen             | Lars Mathæussen                  |                                                                                        |
| 1983–1984   |          | Otto Steenholdt                  | Knud Sørensen              | Lars Peter Olsen                 |                                                                                        |
| 1983–1984   |          | Preben Lange                     | Maline Petersen            | Pavia Peter Dalager              |                                                                                        |
| 1983–1984   |          | Jens Geisler                     | Ole Lynge                  | Ole Lennert                      | Ausgleichsmandat                                                                       |
| 1983–1984   |          | Konrad Steenholdt                | Holger Sivertsen           | Kâlêraĸ Heilmann                 |                                                                                        |
| 1983–1984   |          | Holger Sivertsen                 | Jens Møller                | Elisabeth Jensen                 |                                                                                        |
| 1983–1984   |          | Hans Iversen                     | Emanuel Johansen           | Aron Jakobsen                    |                                                                                        |
| 1984–1987   |          | Konrad Steenholdt                | Maline Filskov             | Kâlêraĸ Heilmann                 |                                                                                        |
| 1984–1987   |          | Preben Lange                     | Daniel Petersen            | Malene Petersen                  |                                                                                        |
| 1984–1987   |          | Knud Sørensen                    | David Broberg              | Karl Siegstad                    |                                                                                        |
| 1984–1987   |          | Holger Sivertsen                 | Jens Møller                | Elisabeth Jensen                 |                                                                                        |
| 1984–1987   |          | Hans Iversen                     | Edvard Møller              | Emanuel Johansen                 |                                                                                        |
| 1984–1987   |          | Jens Geisler                     | Josef Motzfeldt            | Ane Hansen                       | Ausgleichsmandat                                                                       |
| 1987–1991   |          | Konrad Steenholdt                | Maline Filskov             | Kâlêraĸ Heilmann                 |                                                                                        |
| 1987–1991   |          | Preben Lange                     | Daniel Petersen            | Peter Grønvold Samuelsen         |                                                                                        |
| 1987–1991   |          | Knud Sørensen                    | Lars Winther               | Hendrik Johansen                 |                                                                                        |
| 1987–1991   |          | Holger Sivertsen                 | Jens Møller                | Elisabeth Jensen                 | Ausgleichsmandat                                                                       |
| 1987–1991   |          | Jens Geisler                     | Ole Lynge                  | Maliinannguaq Marcussen Mølgaard | Jens Geisler wurde im November 1989 zu einer Haftstrafe in der Psychiatrie verurteilt. |
| 1987–1991   |          | Hans Iversen                     | Edvard Møller              | Johanne Olsen                    |                                                                                        |
| 1991–1995   |          | Konrad Steenholdt                | Malene Filskov             | Kâlêraĸ Heilmann                 |                                                                                        |
| 1991–1995   |          | Hans Iversen                     | Hans Møller                | Gedion Karlsen                   |                                                                                        |
| 1991–1995   |          | Knud Sørensen                    | Rasmus Brandt              | Otto Storch                      |                                                                                        |
| 1991–1995   |          | Ole Lynge                        | Tida Ravn                  | Sivso Dorph                      |                                                                                        |
| 1991–1995   |          | Peter Grønvold Samuelsen         | Marianne Jensen            | Daniel Petersen                  |                                                                                        |
| 1995–1999   |          | Anthon Frederiksen               | Mikael Eriksen             | Sara Frederiksen                 |                                                                                        |
| 1995–1999   |          | Peter Grønvold Samuelsen         | Ingvar Lundblad            | Kâlêraĸ Heilmann                 |                                                                                        |
| 1995–1999   |          | Knud Sørensen                    | Otto Storch                | Karen Steenholdt                 |                                                                                        |
| 1995–1999   |          | Maliinannguaq Marcussen Mølgaard | Ane-Louise Lynge           | Amalie Markussen                 |                                                                                        |
| 1995–1999   |          | Konrad Steenholdt                | Pele Thomsen               | Charlotte Magnussen              |                                                                                        |
| 1995–1999   |          | Marianne Jensen                  | Hans Lund Eriksen          | Kristine Reimer                  |                                                                                        |